# Hans Huber (éditeur)
 (novembre 2014).
Pour les articles homonymes, voir Hans Huber.
Hans Huber, né le 10 août 1884 à Erstfeld et mort le 8 avril 1973 à Berne, est un éditeur suisse.

## Biographie
Après avoir suivi ses études à Berne, il devient commerçant dans cette même ville dont il est élu au législatif entre 1911 et 1912 pour le parti socialiste. Il est engagé aux éditions Ernst Bircher en 1917, maison dont il devient directeur en 1920, puis propriétaire dès 1927. En 1954, il transmit son entreprise à son fils Hans Theodor Huber. 